# 뫼비우스 : 검은 태양
《뫼비우스 : 검은 태양》는 2021년 10월 29일부터 2021년 10월 30일까지 방영된 《검은 태양》의 스핀오프격 드라마이다.

## 기획 의도
서수연 역의 박하선, 장천우 역의 정문성, 도진숙 역의 장영남 세 캐릭터를 중심으로 한 스핀오프격 드라마이다.

## 제작진

### 제작
- 유홍구
- Kelly SH
- 송은도

### 제작사
- MBC 드라마본부
- 3Mana Creative
- (주)아떼오드 (뮤지컬 '또 오해영', '개와 고양이의 시간' 제작)

### 크리에이터
- 박석호 : ( MBC 금토드라마 《검은 태양》(집필) 등 집필 )

### 연출
- 위득규 : ( MBC 금토드라마 《검은 태양》(조연출) 등 조연출 )

### 극본
- 유상 : ( MBC 금토드라마 《검은 태양》(집필) 등 보조집필 )

## 등장인물

### 주요 인물
- 박하선 : 서수연 역 - 국정원 해외정보국 지원관리팀

국제부 기자 출신.
현재는 중국 지사에 머물며 현장직들을 서포트하고 관리하는 지원관리 업무를 맡고 있다.
뛰어난 정보력과 사건을 거시적으로 바라보며 재빠르게 상황을 판단하는 순발력까지,
업무수행 능력이 출중하다.
사무직 요원이지만, 국정원에 들어오기 위해 시작한 운동 덕에
매년 검사하는 신체 평가에서도 언제나 상위권을 유지하고 있다.
밝고 씩씩하며 강단 있다.
마냥 착하기만 한 것은 아니다.
맡은 일은 어떻게 해서든 무슨 짓을 해서든 ‘잘’ 해내려한다.
특채라는 이유로 보이지 않는 차별을 겪고 있는 수연이 선택한 방식이다.
그렇게 해야 살아남을 수 있다고 믿는다.
국정원에서 살아남으려는 이유는 단 하나.
이곳이 아니면 있을 곳이 없으니깐.
언니가 죽은 후, 이전에 수연이 살아오던 세상은 사라졌다.
어릴 적 일찍 부모님을 여의고 언니와 함께 컸다.
혼자서 수연을 키운 언니를 우상으로 여기며 존경하고 의지했다.
가족은 언니 하나면 충분하다고 생각했다.
하지만 취재로 수연이 쫓던 마약사범 이건호에 의해 언니가 목숨을 잃게 되었고,
수연은 세상에 혼자가 남겨졌다.
죄책감, 복수심에 가득 차 피폐해진 수연은 기자를 그만두고 필호를 찾아갔다.
우리나라 선박이 소말리아 해적에게 납치되어 비밀리에 진행되던 사건 당시
여러 정보원을 통해 정보를 빠르게 입수하는 수연의 정보력을 높이 평가했던 필호.
수연은 필호의 추천으로 국정원 특채로 입사했다.
건호에게 복수하기 위해 들어온 국정원에서
수연은 자신과도 너무나도 닮은, 악을 쓰며 위태롭게 버티고 있는
블랙요원 장천우를 만나게 된다.
- 정문성 : 장천우 역 - 국정원 해외정보국 블랙요원, 삼합회 조직원

중국인 아버지와 한국인 어머니 사이에서 태어난 화교.
어려서부터 무역업을 하던 아버지의 영향으로 한국, 홍콩, 중국을 오가면서 자랐다.
어느 곳에도 완벽하게 녹아들지 못한 탓에
어릴 때부터 자신의 정체성에 대한 깊은 고민을 했다.
스스로 한국을 조국으로 생각하고, 한국인으로 인정받고 싶어한다.
그런 이유로 스무 살이 되자마자 해병대에 자원입대했고,
학업을 마친 후에는 국정원에 지원했다.
단 하나의 조국, 자신의 고국인 한국을 외해 일하고 싶기에
어릴 적부터 위기의 상황에 자주 놓였던 터라 거짓말과 임기응변에 능하다.
목에 칼이 들어오고, 눈앞에 총이 놓여도 눈 하나 깜박하지 않는 강심장이 됐다.
자신이 의심받기 전에 상대방을 떠보고 상대방의 약점을 파악해낸다.
어떻게든 빠져나갈 구멍을 만들고 그 구멍이 막힌다면 주저없이 모든 것을 파괴한다.
그것이 장천우가 지금까지 살아남은 방법이다.
잘 웃지 않는 그의 표정에는 언제나 긴장감이 서려 있다.
눈빛에는 잔인한 살기가 가득하지만, 그 너머에는 깊은 쓸쓸함이 자리잡고 있다.
힘든 섀도우 생활을 견디며 블랙 임무를 수행하던 도중
자신을 위험에 빠트리면서까지 무리하게 진압하려 한 국정원에 큰 배신감을 느끼고
블랙요원이 아닌 삼합회 조직원으로서의 삶을 살아간다.

### 국정원 해외파트
- 장영남 : 도진숙 역 - 국정원 해외파트 (총괄) 차장

국정원 최초의 여성 차장. 철의 여성으로 불린다.
행정고시 출신으로 NSC와 같은 외교·안보부문 기관에서 근무하다
안기부 시절 특채로 입사해 지금까지 약 20여년 넘게 해외파트를 역임해 왔다.
국정원 최초 여성으로 1급 차장 자리까지 오른 입지전적 인물이다.
보이지 않는 외부의 위협으로부터 국가와 국민을 보호하기 위해서는
적극적이고 과감한 선제적인 행동이 필요하다고 생각하고
그동안 적극적이고 과감한 해외 공작들을 펼쳐왔다.
과정보다 결과, 화려한 성과가 무엇보다 중요하다.
철저하게 대비하는 것보다 엎질러진 물을 닦는다.
그것이 더 화려한 해결 방법이니깐.
상대방을 떠보고 정보를 공유하지 않고, 필요할 땐 상대방을 이용한다.
진숙이 내뱉는 말, 미소, 움직임 하나까지 모든 행동에는 그녀만의 의중이 있다.
- 최덕문 : 김재환 역 - 해외정보국 블랙요원

국정원에서 30년 동안 블랙요원으로 활동한 베테랑.
군에서 제대 후 국가정보원의 전신인 안전기획부에 입사하였을 때가 스물 다섯.
‘음지에서 일하고 양지를 지향한다’라는 원훈을 가슴에 새기며
해외정보국 블랙요원으로 배정받아 해외로 떠났다.
모든 임무를 아날로그 방식으로 해내야 했던 그때.
낮에는 배정된 근무지에서 일하며 정보를 입수해 수기로 작성했고,
밤에는 다른 블랙요원이 기록해 숨겨놓은 정보를 배달하는 운반자 역할을 했다.
그렇게 묵묵히 임무를 수행하던 어느 날,
재환은 해외정보국 차장에게서 정보를 운반하라는 직접 명령을 받는다.
평소와 다르다는 것을 직감한 재환은 만약을 대비해 청산가리 캡슐을 입속에 넣었지만,
죽는 것이 두려운 찰나의 망설임으로 청산가리 캡슐을 씹지 못했다.
북한 공작원에게 잡혔던 기간은 일주일이었지만,
재환에게 그 일주일은 죽음보다 더한 고통이 끝나지 않는 영겁과 같았다.
결혼도 하지 않고 평생을 혼자 보낸 이유는 딱 하나.
자신은 음지에 있어야 할 사람이라고 생각했기 때문이다.
임무에 실패하면 국가에게 죄스럽고 국민에게 송구스러울 것만 생각하며
죽어서 별이 된다는 믿음 하나로 버틴다.
- 김종태 : 강필호 역 - 국정원 해외정보국 국장

무한한 자긍심을 가지고 조직에 충성하는 해외정보국 국장.
진숙의 무리한 지시까지도 해외팀의 안위를 위한 것이라 생각했으나
계속해서 도를 넘는 진숙의 행동이 해외팀을 위한 것인지 개인의 욕심을 위한 것인지 의심하게 된다.
- 황희 : 오경석 역 - 국정원 해외정보국 요원

해커 출신이자 특수부대인 육군 특전사의 저격수 출신이다.
입사 후 바로 현장팀으로 배치되려던 것이 해커였다는 경력이 알려지면서
수습 기간 동안 정보팀에 있게 됐다.
서글서글 잘 웃고 눈에는 장난기와 소년미가 보이는 착한 사람.

### 삼합회
- 전석호 : 왕오 역 - 워룬파 두번째 우두머리

삼합회 분파인 한국 워룬파의 오른팔.
자기 사람도 쉬이 믿지 않고 의심하며 배신자는 즉각 처단한다.
부리부리한 눈에선 장난기와 함께 살기가 느껴진다.
한국에서 자리잡고 큰 거래를 맡은 후, 중간에 합류한 천우를 의심하고 경계한다.
- 우지현 : 위구평 역 - 삼합회 조직원

연변 출신. 가족도 없이 아주 어릴 때부터 공장에서 일하며 뒷골목을 어슬렁거리다 17살 때 삼합회에 들어와 천우를 만났다. 착한 건지 멍청한 건지 해실해실 잘 웃으며 천우를 친형처럼 믿고 따르는 천우의 파트너.

### 그 외 인물
- 정환 : 우건호 역 - 마약 판매유통업자

마약왕을 노리는 마약계의 젊은 큰손.
국내에 들어오는 마약의 70% 이상을 이건호가 유통하고 판매하고 있다.
자극을 좋아하고 고통을 즐긴다.
자신을 쫓는 기자 수연의 존재를 알았을 때 재밌다며 지켜보다가
수연이 자신의 존재에 가까워지자 수연이 아닌 수연의 언니를 죽인다.
- 김영선 : 윤정 역 - 정신의학 전문의

수연의 친척 언니로 수연을 가까이에서 지켜보았다.
수연의 친언니가 죽은 후 정신적으로 힘들어하는 수연을 도와주려고 하지만 쉽지 않다.
그나마 수연이 버틸 수 있도록, 기록이 남지 않게 몰래 약을 주고 있다.
- 박정언 : 라디오 DJ / 환자 역 (목소리 출연)

## 시청률
최저 시청률과 최고 시청률은 시청률 조사회사와 지역별로 시청률에 차이가 있을 수 있습니다.
| 2021년         | 2021년    | 2021년         | 2021년         | 2021년       | 2021년 |
| 회차           | 방송일    | TNmS 시청률    | AGB 시청률     | AGB 시청률   |        |
| 회차           | 방송일    | 대한민국(전국) | 대한민국(전국) | 서울(수도권) |        |
| -------------- | --------- | -------------- | -------------- | ------------ | ------ |
| 스핀오프 (1부) | 10월 29일 | 3.5%           | 3.6%           | 3.6%         |        |
| 스핀오프 (2부) | 10월 30일 | 3.0%           | 3.0%           | 3.0%         |        |

## 참고 사항
- 서수연 역의 박하선, 장천우 역의 정문성, 도진숙 역의 장영남 세 캐릭터를 중심으로 한 스핀오프격 드라마이다.

## 수상 목록
- 2021년 MBC 연기대상 단막극 부문 남자 우수연기상 (정문성)

## 동시간대 경쟁 금토 드라마
- SBS 금토 드라마 《원 더 우먼》 (2021년 9월 17일 ~ 2021년 11월 6일)

## 같이 보기
- 대한민국의 텔레비전 드라마 목록 (ㅁ)
- 2021년 대한민국의 텔레비전 드라마 목록